# Tomgarān
Tomgarān (persiska: تمگران, Tūmpgīrān, Tūmgīrān, Tamp-e Gīrān) är en ort i Iran.   Den ligger i provinsen Kerman, i den sydöstra delen av landet, 1 100 km sydost om huvudstaden Teheran. Tomgarān ligger 398 meter över havet och antalet invånare är 688.
Terrängen runt Tomgarān är lite kuperad. Runt Tomgarān är det glesbefolkat, med 8 invånare per kvadratkilometer. Tomgarān är det största samhället i trakten. Trakten runt Tomgarān är ofruktbar med lite eller ingen växtlighet.